# Wapen van de heerlijkheid Aagtekerke

Het wapen van de heerlijkheid Aagtekerke

Het wapen van de heerlijkheid Aagtekerke is het wapen van de voormalige Zeeuwse heerlijkheid Aagtekerke. Op het wapen staat Agatha van Sicilië afgebeeld, zij was de patrones van het dorp.
Het wapen werd bevestigd op 10 november 1819 door de Hoge Raad van Adel. Het wapen verschilt niet veel van het in 1966 vervallen gemeentewapen van Aagtekerke, behalve dat de heilige in het heerlijkheidswapen in natuurlijke kleur wordt afgebeeld. Ook wordt niet genoemd dat de heilige haar haar in een knot heeft en gekleed is. In het gemeentewapen van Mariekerke is de buste van de vrouw opgenomen.

## Blazoen
De beschrijving van het wapen luidde als volgt:
Van zilver beladen met de buste van eene vrouw, gekeerd ter regter zijde.

## Verwante wapens

Het wapen van Aagtekerke
Het wapen van Mariekerke

Aagtekerke
· Baak
· Bennebroek
· Blitterswijk
· Cadier
· Cleverskerke
· De Vuursche
· Dorenweerd
· Geersdijke
· Hemmen
· Hensbroek
· Hoogkerk, Leegkerk en Dorkwerd
· Kattendijke
· Kerkwijk
· Laag Nieuwkoop
· Lede en Oudewaard
· Lichtenberg
· Limmen
· Nederveen-Cappel
· Oostwaard
· Oostcapelle
· Poortvliet
· Sint Philipsland
· Verwolde
· Wanssum
· Westervoort
· Wisch
· Wiskerke
· Zaanen